# La Punition (film, 2022)
Pour les articles homonymes, voir La Punition.
Pour plus de détails, voir Fiche technique et Distribution.
La Punition (El castigo) est un film dramatique chilien-argentin de 2022 réalisé par Matías Bize, écrit par Coral Cruz, et dont les rôles principaux sont tenus par Antonia Zegers et Néstor Cantillana,. Il fut pré-selectionné pour représenter le Chili dans la catégorie Meilleur Film International à la 95e Édition des Oscar, mais n'a pas été sélectionné,.

## Synopsis
Ana et Mateo cherchent leur fils après l'avoir laissé seul quelques minutes sur une route au milieu d'un bois, pour le punir de son mauvais comportement. Lors de cette recherche désespérée, en 80 minutes en temps réel, le couple devra faire face à la peur, à la culpabilité, à la fragilité de leur union et à la plus dure des révélations.

## Fiche technique
- Titre : La Punition
- Titre original : El castigo
- Réalisation : Matías Bize
- Scénario : Coral Cruz
- Photographie : Gabriel Díaz
- Montage : Rodrigo Saquel
- Production : Fernando Bascuñán, Rocío Gort, Sebastian Olivari, Ignacio Rey et Adrián Solar (producteurs délégués)
- Société de production : Ceneca Producciones, Leyenda Films et Sudestada Cine
- Pays de production :  Chili et  Argentine
- Genre : Drame
- Durée : 85 minutes
- Date de sortie : 
  -  Argentine : 1er septembre 2022

## Distribution
Les acteurs du film sont :
- Antonia Zegers : Ana
- Néstor Cantillana : Mateo
- Santiago Urbina : Lucas
- Catalina Saavedra : le sergent Carolina Salas
- Yair Juri : le brigadier Navarro

## Production et réalisation
La photographie principale devait démarrer en mars 2020, mais le projet dut être annulé à cause de la Pandémie COVID-19. La date de début, reportée d'un an, fut encore annulée pour les mêmes circonstances Finalement, le tournage a débuté en octobre 2021.
Le film a été réalisé en un seul plan-séquence de 86 minutes.

## Lancement
Le film est sorti le 6 octobre 2022 dans les cinémas chiliens, et a été présenté ensuite le 19 novembre de la même année au Festival de Cinéma Black Nights de Tallinn,. Il a été lancé le 31 mars 2023 dans les salles espagnoles. Il a également été présenté dans le cadre des Images Hispano-Américaines d'Annecy en 2024, en présence de l'actrice principale.

## Réception

### Réception critique
Jonathan Holland de Screendaily souligne le grand travail du réalisateur qui a réussi à donner de la fluidité au film malgré la décision audacieuse de faire tout le film en une seule prise. Et par ailleurs, de donner de l'intensité à une histoire peu originale à la base, mais qui finit par capturer le spectateur dans sa dramaturgie.